# Xian de Qiubei
Le xian de Qiubei (丘北县 ; pinyin : Qiūběi Xiàn) est un district administratif de la province du Yunnan en Chine. Il est placé sous la juridiction de la préfecture autonome zhuang et miao de Wenshan.

## Démographie
La population du district était de 422 301 habitants en 1999.